# الدوري الإنجليزي لكرة القدم 1910–11
الدوري الإنجليزي لكرة القدم 1910–11 (بالإنجليزية: 1910–11 Football League)‏ هو موسم من دوري كرة القدم الإنجليزي. فاز فيه مانشستر يونايتد.